# Schloßberg, Steiermark
Schloßberg är en ort och tidigare kommun i Österrike. Den ligger i distriktet Leibnitz i förbundslandet Steiermark.
Kommunen blev 1 januari 2015 en del av den nybildade kommunen Leutschach an der Weinstraße.
Kommunen bestod av tre orter (Ortschaften) (inom parentes invånarantal 1 januari 2024):
- Großwalz (129)
- Remschnigg (235)
- Schloßberg (625)